# IC 5118
IC 5118 је спирална галаксија у сазвјежђу Индијанац која се налази на листи објеката дубоког неба у Индекс каталогу.
Деклинација објекта је - 71° 22' 56" а ректасцензија 21h 42m 13,9s. Привидна величина (магнитуда) објекта IC 5118 износи 14,7 а фотографска магнитуда 15,5. IC 5118 је још познат и под ознакама ESO 75-20, PGC 67202.